# Susanne Boucher
Susanne Boucher  (* 20. April 1997) ist eine norwegische Schauspielerin. 
Boucher hatte ihr Debüt 2010 mit der weiblichen Hauptrolle der Mari in The Liverpool Goalie oder: Wie man die Schulzeit überlebt!. Der Film wurde bei der Berlinale 2011 mit dem Kinder- und Jugendfilmpreis Gläserner Bär für den besten Spielfilm ausgezeichnet.
Außerdem wurde sie durch ihre Rolle der Helene Hansteen in der Fernsehserie Lifjord – Der Freispruch international bekannt. Die Serie ist die bisher erfolgreichste Produktion des norwegischen Fernsehkanals TV2 und wurde in mehr als 50 Länder verkauft.

## Filmografie (Auswahl)
- 2010: The Liverpool Goalie oder: Wie man die Schulzeit überlebt! (Keeper’n til Liverpool)
- 2014: Beatles
- 2015: Kasin Bæder (Fernsehserie)
- 2015–2016: Lifjord – Der Freispruch (Frikjent, Fernsehserie)